# Sena Çakır
Sena Çakır (* 14. Februar 1994 in Balikesir) ist eine türkische Schauspielerin.

## Biografie
Sena Çakir wurde am 14. Februar 1994 in Balikesir geboren. Zudem war sie eine der Finalistinnen der Wahl zur Miss Turkey 2016. Sie studierte an der Manisa Celal Bayar Üniversitesi. Ihr Debüt gab sie 2017 in der Fernsehserie Deli Gönül. Im selben Jahr spielte sie in dem Film Öteki Taraf mit. Von 2017 bis 2020 war Çakır in der Serie Kalk Gidelim zu sehen. 2022 bekam sie in der Serie Aşkın Yolculuğu: Hacı Bayram-ı Veli die Hauptrolle. Seit 2023 ist sie in Kuruluş Osman zu sehen.

## Filmografie
Filme
- 2017: Öteki Taraf

Serien
- 2017: Deli Gönül
- 2017–2020: Kalk Gidelim
- 2022: Aşkın Yolculuğu: Hacı Bayram-ı Veli
- seit 2023: Kuruluş Osman